# Jugoslovanska hokejska liga 1938/39
Sezona 1938/39 jugoslovanske hokejske lige je bila tretja sezona jugoslovanskega prvenstva v hokeju na ledu, prva prava, ko je sodelovalo več klubov. Naslov jugoslovanskega prvaka so tretjič osvojili hokejisti ljubljanskega kluba SK Ilirija. O naslovu prvaka je odločal turnir v Ljubljani, ki je potekal 5. in 6. januarja 1939.

## Turnir
* - brez boja zaradi prepoznega prihoda na turnir.
| 5. januar 1939 | ZKD Zagreb | 2:0 | Marathon Zagreb | Ljubljana |

| Poročilo tekme | Poročilo tekme | Poročilo tekme  | Poročilo tekme | Poročilo tekme |
| -------------- | -------------- | --------------- | -------------- | -------------- |
|                |                | (0:0, 2:0, 0:0) |                |                |

| 5. januar 1939 | SK Ilirija | 6:0* | Hašk Zagreb | Ljubljana |

| Poročilo tekme | Poročilo tekme | Poročilo tekme | Poročilo tekme | Poročilo tekme |
| -------------- | -------------- | -------------- | -------------- | -------------- |
|                |                |                |                |                |

| 6. januar 1939 | Hašk Zagreb | 5:3 | Marathon Zagreb | Ljubljana |

| Poročilo tekme | Poročilo tekme | Poročilo tekme  | Poročilo tekme | Poročilo tekme |
| -------------- | -------------- | --------------- | -------------- | -------------- |
|                |                | (1:0, 3:2, 1:1) |                |                |

| 6. januar 1939 | SK Ilirija | 11:0 | ZKD Zagreb | Ljubljana |

| Poročilo tekme | Poročilo tekme | Poročilo tekme  | Poročilo tekme                                                            | Poročilo tekme |
| -------------- | -------------- | --------------- | ------------------------------------------------------------------------- | -------------- |
|                |                | (6:0, 2:0, 3:0) | Luce Žitnik 4 Morbacher 3 Oton Gregorčič 2 Jože Gogala 1 Karol Pavletič 1 |                |

## Končni vrstni red
1. SK Ilirija
2. ZKD Zagreb
3. Hašk Zagreb
4. Marathon Zagreb

## Jugoslovanski prvaki
Ice Rihar, Mirko Eržen, Kačič, Kroupa, Jože Gogala, Ernest Aljančič, Oton Gregorčič, Luce Žitnik, Viljem Morbacher, Tone Pogačnik, Karol Pavletič